# 澄广花
澄广花（学名：Orophea hainanensis）为番荔枝科澄广花属的植物，为中国的特有植物。分布于中国大陆的广西、广东等地，常生于山地密林中，目前尚未由人工引种栽培。
其种加词“hainanensis”意为“海南的”。